# Josimar Rodrigues Souza Roberto
Josimar Rodrigues Souza Roberto, hay đơn giản Josimar (sinh ngày 16 tháng 8 năm 1987), là một tiền đạo bóng đá người Brasil.

## Thống kê câu lạc bộ
| Thành tích câu lạc bộ | Thành tích câu lạc bộ | Thành tích câu lạc bộ | Giải vô địch | Giải vô địch | Cúp                   | Cúp                   | Cúp Liên đoàn | Cúp Liên đoàn | Tổng cộng | Tổng cộng |
| Mùa giải              | Câu lạc bộ            | Giải vô địch          | Số trận      | Bàn thắng    | Số trận               | Bàn thắng             | Số trận       | Bàn thắng     | Số trận   | Bàn thắng |
| Nhật Bản              | Nhật Bản              | Nhật Bản              | Giải vô địch | Giải vô địch | Cúp Hoàng đế Nhật Bản | Cúp Hoàng đế Nhật Bản | J.League Cup  | J.League Cup  | Tổng cộng | Tổng cộng |
| --------------------- | --------------------- | --------------------- | ------------ | ------------ | --------------------- | --------------------- | ------------- | ------------- | --------- | --------- |
| 2006                  | Ventforet Kofu        | J1 League             | 0            | 0            | 1                     | 2                     | 0             | 0             | 1         | 2         |
| 2007                  | Ventforet Kofu        | J1 League             | 2            | 0            | 0                     | 0                     | 5             | 0             | 7         | 0         |
| 2007                  | Ehime FC              | J2 League             | 21           | 8            | 3                     | 0                     | -             | -             | 24        | 8         |
| 2008                  | Ventforet Kofu        | J2 League             | 13           | 5            | 0                     | 0                     | -             | -             | 13        | 5         |
| 2009                  | Ehime FC              | J2 League             | 33           | 7            | 0                     | 0                     | -             | -             | 33        | 7         |
| 2010                  | Ehime FC              | J2 League             |              |              |                       |                       |               |               |           |           |
| Quốc gia              | Nhật Bản              | Nhật Bản              | 69           | 20           | 4                     | 2                     | 5             | 0             | 78        | 22        |
| Tổng                  | Tổng                  | Tổng                  | 69           | 20           | 4                     | 2                     | 5             | 0             | 78        | 22        |